# Be Bop a Lula (programma televisivo)
Be Bop a Lula è stato un programma televisivo italiano musicale condotto da Red Ronnie, andata in onda su Italia 1 dal 1984 al 1991.

## Contenuto
Programmato con cadenza settimanale, inizialmente il giovedì in seconda serata, poi il lunedì al medesimo orario e infine alle 14.30 del sabato, la prima puntata è stata trasmessa il 15 marzo 1984 alle 22:30 ed è terminato a sette anni di distanza, il 30 marzo 1991. Il titolo del programma, successore dell'estivo Bandiera gialla sempre di Red Ronnie, è stato scelto in onore del brano omonimo di Gene Vincent.
La prima stagione terminò il 31 maggio 1984 con una puntata, nella quale figuravano un'intervista a Patty Pravo, un servizio sui Kim & The Cadillacs ed un'anteprima del film Zona proibita.
A metà strada tra il talk show e il programma musicale, venivano trattati argomenti tra i più disparati come Dio o l'AIDS, passando per l'amore o anche la droga. In particolare il tema che il conduttore Red Ronnie trattava, diveniva l'oggetto delle domande poste ai personaggi intervistati ogni puntata; tra i moltissimi ospiti si possono menzionare Vasco Rossi, Ivan Cattaneo, Edoardo Bennato, Belouis Some, Raf, Pink Floyd, Matia Bazar, Aleandro Baldi, Boy George, Orietta Berti, Samantha Fox, David Bowie, Curiosity Killed the Cat, Grace Jones, Dead or Alive, Gianni Morandi, Jim Kerr, Mick Hucknall, Mike Peters, Enrico Ruggeri, Linda Di Franco, Vincenzo Muccioli, Patty Pravo, Pino Daniele, Jovanotti, Gino Paoli, Van Morrison, Ronnie James Dio, Amanda Lear e i Krisma.
La trasmissione comprendeva dei Concorsi, uno aveva per Premio in Palio la cinghia del basso di John Taylor. Red Ronnie mostrò la massa di Posta giunta in Redazione.
La quasi totalità delle interviste a Londra fu realizzata dalla corrispondente Stefania Bochicchio, giornalista musicale della carta stampata (Rock Star, TuttiFrutti, XIX secolo, Panorama), alla quale Red Ronnie dette la direttiva di tenersi fuori campo durante le riprese. In sede di montaggio poi, la voce del conduttore veniva sovrapposta a quella originale, creando così in diversi telespettatori un potenziale fraintendimento sulla reale identità dell'intervistatore.
Diverse puntate del programma erano strutturate come monografie sui più noti e acclamati cantanti degli anni ottanta, come la puntata dell'11 dicembre 1988, interamente dedicata ai concerti milanesi dei Duran Duran al PalaSharp di Milano.